# Eduard Poppius
Eduard Poppius (Enkhuizen, 1576/1577 - Loevestein, 9 maart 1624) was een Nederlandse predikant en een van de stichters van de Remonstrantse Broederschap.

## Leven en werk
Poppius was een zoon van de predikant Pieter Eduardsz Poppius. Hij studeerde theologie aan de Universiteit Leiden. Na zijn studie werd hij in 1599 predikant te Amstelveen. Van 1609 tot 1619 was hij predikant van de Nederduits Gereformeerde Kerk van Gouda. Hij werd in Gouda benoemd vanwege zijn keuze voor de ideeën van Arminius, die de leer van de predestinatie (voorbeschikking) afwees. Poppius behoorde in 1610 tot de ondertekenaars van de Remonstrantie (verzoekschrift), waarin de aanhangers van Arminius de Staten van Holland te hulp riepen in hun strijd binnen de gereformeerde kerk. 
Op de Nationale Synode van Dordrecht in 1618/1619 werden de opvattingen van de remonstranten veroordeeld, waarna hun vertegenwoordigers - onder wie Poppius - de vergadering werden uitgestuurd. Zij werden verbannen uit de Republiek en op boerenkarren naar Waalwijk gebracht, dat toen onder Spaans gezag stond. In 1619 was Poppius een van de oprichters van de Remonstrantse Broederschap in Antwerpen en werd hij benoemd tot een van de zes directeuren van de broederschap. Hij keerde toch weer terug naar Gouda en hield daar kerkdiensten zowel in schuilkerken als in de open lucht. In Gouda werd de gematigde baljuw Schaep in november 1620 vervangen door Anthony Cloots. Deze maakte fanatiek jacht op de remonstranten. Poppius moest vrezen voor zijn arrestatie nadat 800 gulden was uitgeloofd voor zijn arrestatie. Ook zijn vrouw werd de toegang tot de stad ontzegd. 
In 1623 werd hij in Haarlem gevangengenomen en afgevoerd naar Slot Loevestein, vanwege een vermeende medeplichtigheid aan het beramen van een aanslag op prins Maurits. Hij overleed het jaar daarop in zijn gevangenschap aldaar.
Op een door Pieter Sluyter in 1704 vervaardigde gravure staat:
EDUARDUS POPPIUS
Dit 's POPPIUS, die door den sleutel van Godts woort
Den weg ten Hemel wees, maar door een ENGE POORT:
Godtvruchtig, vreedzaam, fel bestraffer van de zonden:
Deez goot den oly, naar den geest, in Jesus wonden.

## Bibliografie

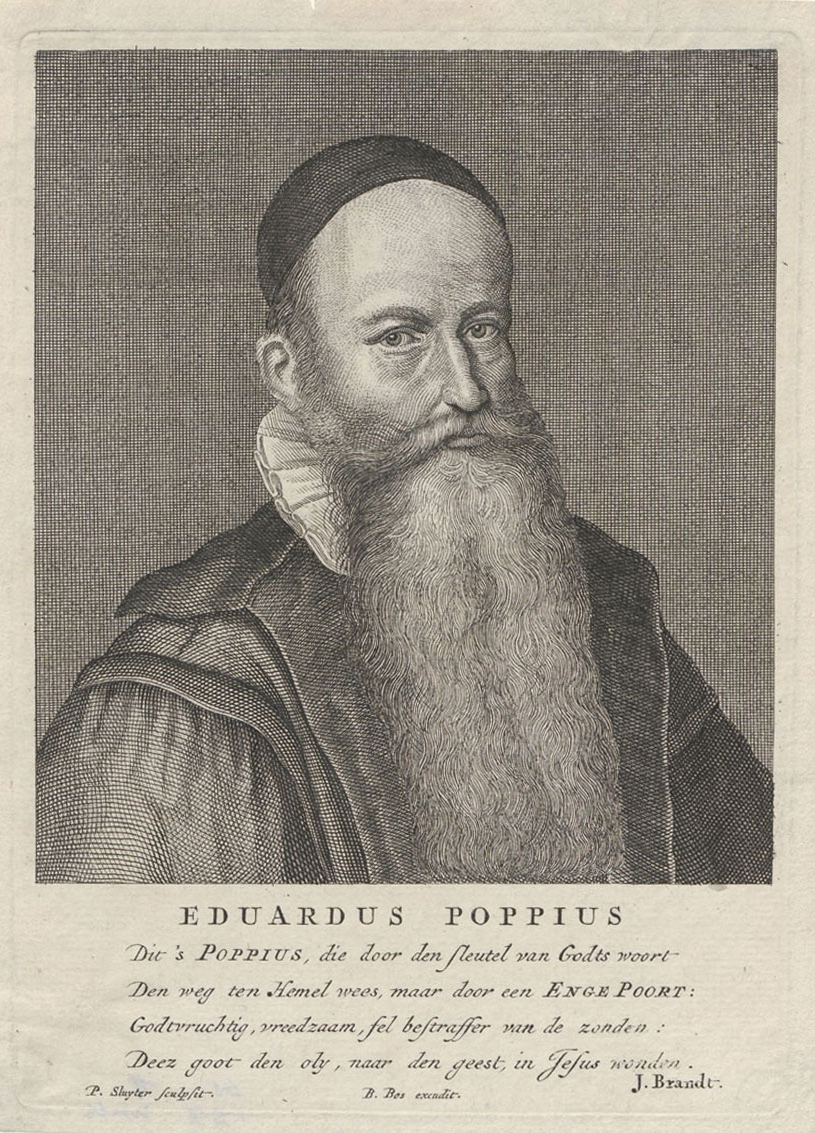
Eduard Poppius door Pieter Sluyter (1704)

## Historische roman
In 2006 verscheen de historische roman Titia en de dominee: een historisch verhaal over godsdienst, haat en liefde door Dick Jonker en met medewerking van Marlies Temmink-Hos over het leven van Poppius in Gouda. Deze uitgave kwam mede tot stand met medewerking van de Remonstrantse Gemeente Gouda.
- Biografisch Portaal: 05218407
- Digitale Bibliotheek voor de Nederlandse Letteren: popp007
- Gemeinsame Normdatei: 117689882
- International Standard Name Identifier: 0000 0000 5175 0208
- Library of Congress Control Number: no2019140910
- Nederlandse Thesaurus van Auteursnamen: 069488797
- LIBRIS: 282274
- Système universitaire de documentation: 234446447
- Virtual International Authority File: 54932142